# Genetta poensis
Genetta poensis és el nom d'una espècie de mamífer carnívor de la família dels vivèrrids. Sovint és considerada coespecífica amb la geneta pardina.

## Descripció
Els deu exemplars coneguts tenen una longitud mitjana del cos de 60,2 cm, una longitud de la cua de 41,5 cm i un pes de 2 a 2,5 kg, amb un cos robust. El pelatge curt i aspre presenta una coloració que va del gris groguenc al groc. Les bandes del coll no estan clarament definides. La banda dorsal és fosca i comença darrere de les espatlles. Les taques són fosques i es fonen en diferents punts del cos. La cara té una màscara ben marcada amb taques blanques per sobre i per sota dels ulls i una línia fosca prima i vertical fosca al musell. Les orelles tenen una base ampla i són lleugerament arrodonides. La cua és peluda i té de quatre a sis anells brillants. La meitat proximal de la cua és fosca. Les potes davanteres i posteriors tenen taques. Les potes tenen taques a la part superior i són fosques a la part inferior fosca.

## Distribució, hàbitat i comportament
Es distribueix a l'oest de l'Àfrica central, prop de l'equador. Habita les selves tropicals de Libèria, Costa d'Ivori, Ghana, Bioko i la República Democràtica del Congo.
Sobre la seva forma de vida pràcticament no se sap res.

## Estat de conservació
La UICN classifica Genetta poensis a la categoria DD (Dades deficients). Per tant, calen noves expedicions per a determinar l'estat de la població.